# Alberto Zaccheroni
Alberto Zaccheroni (prononcé : [alˈbɛrto dzakkeˈroːni]), né le 1er avril 1953 à Meldola (province de Forlì-Cesena, Émilie-Romagne), est un entraîneur italien de football, ancien sélectionneur du Japon.
Il est surtout connu pour avoir entraîné les grands clubs italiens de la Serie A que sont le Milan AC, l'Inter Milan, la Lazio Rome et la Juventus.

## Biographie
Le scudetto remporté avec l'AC Milan en 1999 constitue le principal fait d'armes du technicien originaire d'Émilie-Romagne. Il a également entraîné l'Udinese (1995-1998), où il s'était fait remarquer avant de partir au Milan (1998-2001), la Lazio (2001-2002) et l'Inter (2003-2004).
À 56 ans, il connait un passage à vide de près de trois ans à la suite de son limogeage du Torino en février 2007. Il est nommé entraîneur de la Juventus Turin à la place de Ciro Ferrara, limogé en raison des mauvais résultats du club et dirige son premier entraînement le 29 janvier 2010. 
Il ne reste que quatre mois, avant de devenir sélectionneur du Japon. Pour son premier match, il bat l'Argentine à Saitama 1-0. Il remporte la Coupe d'Asie des nations de football 2011 avec le Japon en battant en finale l'Australie sur le score de 1 à 0 dans la prolongation. Il permet ainsi au Japon de remporter son quatrième titre dans cette compétition.

## Palmarès
- Champion d'Italie de Serie A en 1999 avec le Milan AC
- Élu meilleur entraîneur de Serie A en 1999
- Vainqueur de la Coupe d'Asie des nations 2011 avec l'équipe du Japon

## Statistiques

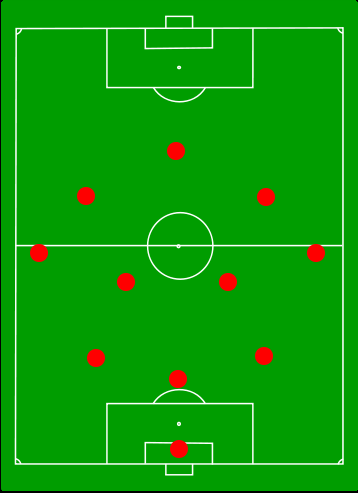
Le schéma préféré de Zaccheroni, le 3-4-3

## Décorations
- Commandeur de l'ordre de l'Étoile d'Italie (2 mai 2012)